# Referendum w Estonii w 2003 roku
Referendum w Estonii w 2003 roku – referendum w sprawie przystąpienia Estonii do Unii Europejskiej i ratyfikacji traktatu ateńskiego, tzw. referendum europejskie bądź akcesyjne, odbyło się 14 września 2003.
Estończycy odpowiadali na następujące pytanie:

Czy popierasz akcesję do Unii Europejskiej i zmianę Konstytucji Republiki Estońskiej?

## Wyniki referendum
W referendum wzięło udział 64,35% uprawnionych do głosowania. Za akcesją głosowało 66,8% z nich, przeciw było 33,2%.
| Opcja                             | Głosy   | %    |
| --------------------------------- | ------- | ---- |
| Za                                | 369,657 | 66.8 |
| Przeciw                           | 183,454 | 33.2 |
| głosy nieważne/puste              | 2,724   | 0.5  |
| Suma                              | 555,835 | 64.1 |
| Zarejestrowani/uprawnieni wyborcy | 867,714 | 100  |
| Źródło: Riigi Teataja             |         |      |